# 1. Wiener Neustädter Sportclub
Il 1. Wiener Neustädter Sportclub è stata una società calcistica austriaca. La squadra è stata fondata nel 1908 e sciolta nella primavera del 2010.
Campione d'Austria dilettanti nel 1936, la squadra ha anche partecipato alla Coppa delle Coppe 1965-1966.

## Storia
Il club è stato fondato nel 1908 da alcuni studenti viennesi: Emmerich Sommer, Franz Eichler, Julius Bendek, Alois e Hans Meszaros con i colori sociali blu e bianco.
Alla fine del 2008 il club ha deciso di fondersi con il nuovo FC Magna Wiener Neustadt che, in segno di continuità con il passato calcistico della città, cambiò nome in Sportclub Wiener Neustadt il 1º luglio 2009. Il 1. Wiener Neustädter SC è stato ufficialmente sciolto il 27 aprile 2010.

## Giocatori
Giocatori convocati in nazionale durante la militanza nel club:
- Rudolf Pichler (2)
- Oskar Kohlhauser (1)

## Palmarès

### Competizioni nazionali
- Campionato amatoriale: 1

1936
- Campionato di Staatsliga B: 1

1958-1959
- Campionato di Regionalliga: 2

1962-1963, 1992-1993

### Competizioni regionali
- Campionato della Bassa Austria: 8

1922-1923, 1923-1924, 1924-1925, 1925-1926, 1935-1936, 1936-1937, 1945-1946, 1949-1950
- Campionato di 1. Klasse: 1

1934-1935
- Campionato del Niederdonau gruppo B: 1

1941-1942
- Campionato VAFÖ della Bassa Austria: 2

1928-1929, 1932-1933

### Altri piazzamenti
- Coppa d'Austria: finalista

1964-1965

## Risultati nelle competizioni UEFA
| Stagione  | Competizione      | Partita                                | Casa | Trasferta | TOTALE |
| --------- | ----------------- | -------------------------------------- | ---- | --------- | ------ |
| 1965-1966 | Coppa delle Coppe | 1. Wiener Neustädter SC - Ştiinţa Cluj | 0-1  | 2-0       | 2-1    |